# Ards

Situación del distrito de Ards en Irlanda del Norte.

Ards (el nombre de la península Ards) es un distrito de Irlanda del Norte. Es uno de los 26 distritos formados el 1 de octubre de 1973 y tiene su sede en Newtownards. Otras ciudades son Portaferry, Comber y Donaghadee, y la población de la zona es de unos 73.000 habitantes. La costa del Mar de Irlanda se extiende desde Donaghadee hasta Portaferry.